# Хенри IV, део други
Хенри IV, део други (енгл. Henry IV, Part 2), је историјска драма Виљема Шекспира, вероватно написана између 1596 и 1599. Ова драма је трећи део Шекспирове тетралогије, коју неки научници зову Хенријада: претходе јој драме Ричард II и Хенри IV, део први), а на њу се наставља Хенри V. Хенри IV, део први приказује догађаје од победе Хенрија Персија над Шкотима код Хомилдона у Нортамберленду (крајем 1402) и завршава се поразом енглеских побуњеника код Шрузберија средином 1403. Ова драма се често сматра додатком или експанзијом првог дела драме, више него непосредним наставком историјске приче, са нагласком на веома популарном лику Фалстафа и увођењем других комичних ликова као део његове пратње, укључујући Заставника Пиштоља (енгл. Ancient Pistol), Доли Секадашу (енгл. Doll Tearsheet), и судију Плитковића (енгл. Robert Shallow). Неколико сцена су директна паралела епизодама из првог дела драме.

## Ликови
| Краљева странка - Краљ Хенри Четврти - краљ Енглеске. - Принц Хал - најстарији син Хенрија IV, касније краљ Хенри V. - Принц Џон од Ланкастера - краљев син - Војвода од Глостера - краљев син - Војвода од Кларенса - краљев син - Гроф од Ворика - Гроф од Сарија - Гроф од Вестморланда - Харкорт - Сер Џон Блант Побуњеници - Ричард Скруп, надбискуп Јорка - Лорд Бардолф - Лорд Моубри - гроф Маршал - Сер Ралф Хестингс - Сер Џон Колвил - Хенри Перси, гроф од Нортамберленда - Леди Нортамберленд - његова супруга - Леди Перси - удовица Хенрија "Хотспура" Персија, Нортамберлендовог сина - Траверс - Нотрамберлендов слуга - Мортон - гласник Двор - Лорд Врховни Судија - Слуга - Говер - гласник - Црквењак - Двојица коњушара | Истчип - Сер Џон Фалстаф - Фалстафов паж - Заставник Пиштољ - Нед Поинс - Бардолф - Пето - Госпођа Журка - домаћица кафане Вепрова Глава - Дороти "Доли" Секадаша - проститутка - Франсис - послужитељ у кафани - Виљем - послужитељ у кафани Регрути - Буђави Ралф - Симон Сенка - Том Брадавица - Френсис Нејаки - Питер Теле Други ликови - Гласина - Епилог - Роберт Плитковић - окружни судија - Ћуталица - окружни судија - Дејв - Плитковићев слуга - Мрежа - наредник - Канџа - наредник - Гласници, музичари, војници, слуге, итд. |

### Епилог
На крају представе, Епилог захваљује публици и обећава да ће се прича наставити у предстојећој представи „са Сер Џоном у њој, и развеселићете се са лепом Катарином из Француске, где ће, колико ја знам, Фалстаф умрети од грознице". У ствари, Фалстаф се не појављује на позорници у наредној представи, Хенри V, иако се помиње његова смрт. Веселе жене виндзорске имају „Сер Џона у њој“, али Епилог сигурно не мисли на ту представу, јер овај одломак јасно описује надолазећу причу о Хенрију V и освајању Катерине од Француске. Фалстаф "умире од грознице" у Хенрију V, али у Лондону, на почетку представе. Његова смрт је закулисна, описује је други лик и он се никада не појављује на сцени. Његову улогу кукавичког војника који брине само о себи преузима Заставник Пиштољ, његов хвалисави помоћник у драмама Хенри IV, део други и Веселе жене виндзорске.
Епилог такође уверава гледаоце да Фалстаф није заснован на антикатоличком побуњенику Сер Џону Олдкаслу (енгл. John Oldcastle), јер је "Олдкасл умро као мученик, а ово није тај човек". Фалстаф је првобитно био назван Олдкасл, по Шекспировом главном моделу, ранијој представи Славне победе Хенрија V (енгл. The Famous Victories of Henry V). Шекспир је био приморан да промени име након жалби Олдкаслових потомака. Иако модерни критичари прихватају да је првобитно име било Олдкасл у првоm делu, спорно је да ли је други део првобитно задржао име или је увек био „Фалстаф“. Према Ренеу Вајсу, метричке анализе одломака стихова који садрже Фалстафово име су неодређене у том смислу. 

## Историјски извори
Шекспировов главни извор за Хенрија IV, Други део, као и за већину његових историјских драма, биле су Хронике Рафаела Холиншеда; објављивање другог издања 1587. године пружа главни историјски оквир за представу. Чини се да је и Савез двеју славних породица Ланкастера и Јорка Едварда Хала консултован при писању, а научници су такође претпоставили да је Шекспир био упознат са песмом Самуела Данијела о грађанским ратовима. 

## Критика и анализа
Хенри IV, део други се генерално сматра као мање успешна драма од првог дела драме. Њена структура, у којој се Фалстаф и Хал једва састају, може се критиковати као недраматична. Неки критичари сматрају да Шекспир никада није имао намеру да напише наставак, и да га је ометао недостатак преосталог историјског материјала, што резултира тиме да комичне сцене служе као пука „испуна“ у овој драми. Међутим, сцене које укључују Фалстафа и Судију Плитковића цењене су због њихове дирљиве елегичне комедије, а сцена Фалстафовог одбацивања може бити изузетно снажна на позорници.
Критичар Харолд Блум сугерисао је да су два дела Хенрија IV, заједно са елегијом Госпође Журке за Сер Џоном у Хенрију V, можда Шекспирово највеће достигнуће.

## Екранизација
Британска телевизија ББЦ 2 извела је 2012-2016. комплетну екранизацију 8 највећих Шекспирових историјских драма, у облику мини-серије под насловом Шупља Круна (енгл. The Hollow Crown). Наслов серије узет је из стиха у драми Ричард II:
Јер у шупљој круни
Што окружује смртне слепоочнице краља
Смрт држи свој двор ...
- Ричард II, чин 3, сцена 2.
Прва сезона, која садржи 4 драме које образују прву тетралогију (Ричард II, Хенри IV, део први, Хенри IV, део други и Хенри  V) снимљена је 2012. Бен Вишо глуми краља Ричарда II, Џереми Ајронс глуми Хенрија IV, а Том Хидлстон игра Принца Хала.
Друга сезона, под насловом Шупља Круна: Ратови Ружа (енгл. The Hollow Crown: The Wars of the Roses) снимљена је 2016. Друга сезона екранизовала је историјске драме друге тетралогије: сва три дела Хенрија VI (у две епизоде) и Ричарда III, са Бенедиктом Камбербачом у улози Ричарда од Глостера (касније Ричарда III).